# تنافر الأصوات
تنافر الأصوات أو الحروف هو ثقلها على السمع وصعوبة أدائها باللسان، وذلك بسبب قرب مخارجها كلفظ مستشزرات في قول امرئ القيس: